# Danutė Eidukaitė
Danutė Eidukaitė (12 de juliol de 1929 a Kupiškis - 23 de febrer de 1995 a Kaunas) va ser un ceramista lituà. Va crear gerros, plaques commemoratives, jocs de te, entre altres creacions.
El 1953 es va graduar a l'Acadèmia de Belles Arts de Vílnius. De 1953 a 1965 va ensenyar en una escola d'art a Kaunas. El 1959, les seves obres van començar a aparèixer en diverses exposicions. Entre 1965 i 1969 Eidukaitė va treballar en el Combinat de Daile. Entre 1970 i 1980 va dur a terme diverses exposicions individuals a Kaunas.
Entre les seves obres destaquen un conjunt de plaques decoratives per al 400 aniversari de la Universitat de Vílnius el 1979, Kaunas, Kaunas Senasis (Old Kaunas) i Lietuvos knygnešiai (contrabandistes de llibres a Lituània) en 1980), panells per a la decoració d'interiors (Jaunimas (Joventut) el 1971, Raigardas el 1982, Iš senojo pašto istorijos (de la història de l'Oficina de Correus) l'any 1984), així com gerros decoratius de formes arcaiques o florals (Vaza do aselėmis (el got amb les manetes) el 1971, a Nida 1972, Skrydis (Vol) el 1983). Les seves vaixelles són funcionals, en general vidrioses en colors alegres.